# Jean-Baptiste Ricavy
Jean-Baptiste François Ricavy, né en 1755 et mort en 1807 à Digne-les-Bains (Basses-Alpes), est un docteur en médecine et homme politique français.

## Biographie
Il en sort docteur en médecine de la faculté de médecine de Montpellier en 1773, premier consul et maire de Digne en 1789, député aux États de Provence le 25 janvier 1789.
Nommé juge de paix le 28 décembre 1790, donne sa démission de maire le 30 décembre suivant malgré le vœu de l'assemblée  qui désire qu'il conserve la place de maire.
En nivôse an III, il est employé dans les hôpitaux militaire à la suite de l'armée d'Italie ; le 1er fructidor an III, est nommé inspecteur des hôpitaux du département. Il avait pris part au mouvement fédéraliste.
Il est aussi écrivain et auteur de deux livres : Traité des eaux minérales de Digne (1789) et Observations sur différentes maladies (1790).